# Yukihiro Matsumoto

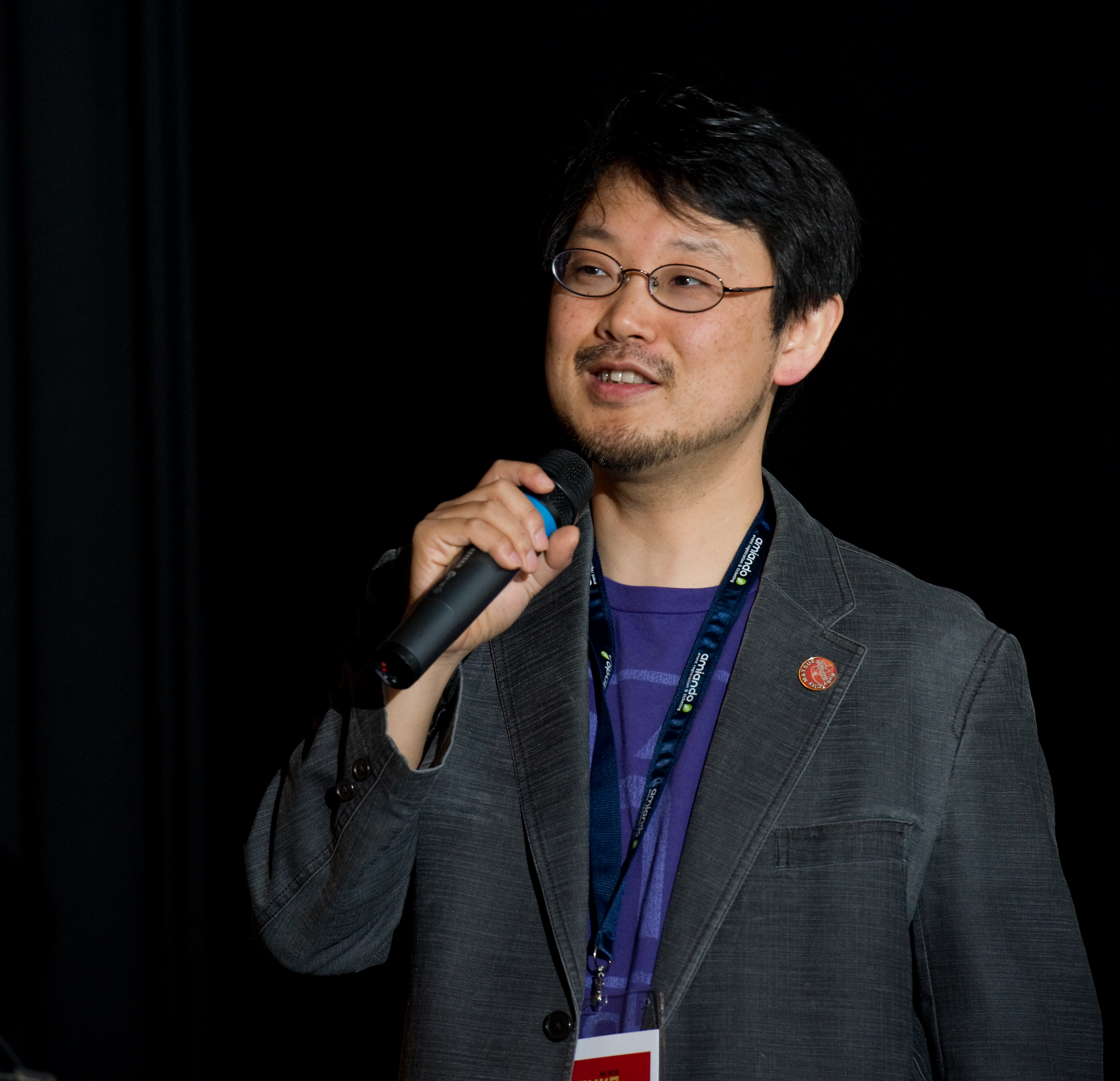
Yukihiro Matsumoto auf der europäischen Ruby-Konferenz 2011

Yukihiro Matsumoto (jap. 松本 行弘 Matsumoto Yukihiro; * 14. April 1965 in der Präfektur Tottori) hat die Programmiersprache Ruby entwickelt und ist noch heute für sie verantwortlich. Außerdem war er in Japan für die Open-Source-Firma netlab.jp als Programmierer tätig.
Matsumoto studierte an der Universität Tsukuba Informatik, wo er Forschungsgruppen für Programmiersprachen und Compiler angehörte.
Er ist Chef der  Network Applied Communications Laboratory (NaCl), Fellow am Rakuten Institute of Technology und seit 2011 auch Chief Architect of Ruby beim PaaS-Provider Heroku.
Matsumoto wurde für die Entwicklung von Ruby und die jahrelange Mitarbeit an GNU und anderen freien Softwareprojekten mit dem FSF Award 2011 ausgezeichnet.

## Werke
- Ruby in a Nutshell, O’Reilly, 1. Auflage 2001, ISBN 0-596-00214-9
- The Ruby Programming Language, O’Reilly, 1. Auflage 2008, ISBN 0-596-51617-7

## Weblink
- Netlab.jp (japanisch)